# NGC 1316C
NGC 1316C is een lensvormig sterrenstelsel in het sterrenbeeld Oven. Vanaf de Aarde gezien ligt het in de buurt van drie andere sterrenstelsels, namelijk NGC 1316, NGC 1316A en NGC 1316B.

## Synoniemen
- PGC 12769
- ESO 357-27
- MCG -6-8-12
- FCC 33